# Tetragona quadrangula
Tetragona quadrangula là một loài Hymenoptera trong họ Apidae. Loài này được Lepeletier mô tả khoa học năm 1836.